# Ljubinko Drulović
Ljubinko Drulović (szerbül: Љубинко Друловић, Nova Varoš, 1968. április 11. –) szerb válogatott labdarúgó, edző.
A jugoszláv válogatott tagjaként részt vett az 1998-as világbajnokságon és a 2000-es Európa-bajnokságon.

## Sikerei, díjai

### Játékosként
Porto
- Portugál bajnok (5): 1994–95, 1995–96, 1996–97, 1997–98, 1998–99
- Portugál kupagyőztes (4): 1994, 1998, 2000, 2001
- Portugál szuperkupagyőztes (5): 1993, 1994, 1996, 1998, 1999

Partizan
- Szerb-montenegrói bajnok (1): 2004–05

### Edzőként
Szerbia U19
- U19-es Európa-bajnok (1): 2013